# Любіша Самарджич
Любіша Самарджич, серб. Љубиша Самарџић (19 листопада 1936, Скоп'є — 8 вересня 2017, Белград)  — югославський актор та режисер.

## Біографія
Любіша Самарджич народився 19 листопада 1936 року в Скоп'є, Королівство Югославія в сім'ї шахтаря. Ще під час навчання у гімназії змушений був працювати, щоб утримувати сім'ю.
Вивчав право, але згодом перейшов на навчання у Белградську академію театру, кіно, радіо та телебачення. В нього рано відкрився акторський талант, і він отримав стипендію на навчання у класі Бояна Ступіци (серб. Бојан Ступица).
Після закінчення Академії грав у театрі Ательє 212. В 1961 році дебютував у фільмі «Играма на скелама». Після цього Любіша залишає театр та присвячує себе роботі у кіно.
У цей період він зіграв у фільмах «Прекобројна» (1962, режисер Б. Бауер), «Пешчани замак» (1963, режисер Б. Хладник), «Дани» (Александр Петрович) та «Десант на Дрвар» (Ф. Хаджч).
За фільм «Јутро», де актор грає молодого партизана, який стикається з трагедією війни, він отримав нагороду Венеціанського кінофестивалю.
За фільм 1969 року «Битва на Неретві» отримав Гран-прі на кінофестивалі у Ніші.
Протягом майже тридцяти років зіграв головні ролі та ролі другого плану більш, ніж у 70 фільмах різних жанрів, переважно військових фільмах та комедіях, проте останнім часом грає також і у соціальних фільмах («Љубавни живот Будимира Трајковића», «Смрт господина Голуже», «Живот је леп», «Кућа поред пруге»).
Любіша Самараджич здобув свою популярність в основному як актор кіно, проте знімався також у декількох телевізійних фільмах та серіалах («Куда иду дивље свиње», «Димитирије Туцовић», «Врућ ветар» та «Полицајац са Петловог брда»).
У 1980-х роках та під час розпаду Югославії його акторська слава почала занепадати, але йому вдалося відновити кар'єру, заснувавши свою власну продюсерську компанію фільм разом зі своїм сином Драганом Самарджичем. Компанія не тільки вижила під час санкцій ООН проти Югославії, але й зняла декілька вдалих фільмів, які стали популярними в багатьох колишніх югославських республіках.
Любіша Самарджич зараз живе і працює в Белграді, одружений, має двох дітей і двох онуків.

## Вибрана фільмографія
- Игре на скелама (1961)
- Прекобројна (1962)
- Десант на Дрвар (1963)
- Јутро (1967)
- Битва на Неретві (1969)
- Валтер брани Сарајево
- Сутьєска (1973)
- Бошко Буха (1978)
- Партизанска ескадрила (1979)
- Живот је леп (1985)
- Кућа поред пруге (1988)
- Полицајац са Петловог брда (1992)
- Обећана земља (2002)
- Yу (2003)